# Love Me, I'm a Liberal
Love Me, I'm a Liberal («Ámame (o Ámenme), soy un liberal») es una canción política satírica de Phil Ochs, un cantautor estadounidense. Publicada originalmente en su álbum en vivo de 1966, Phil Ochs in Concert, pronto se convirtió en uno de los temas más populares en los conciertos de Ochs.
Love Me, I'm a Liberal está cantada desde la perspectiva de un liberal estadounidense. En la primera estrofa de la canción, el cantante lamenta los asesinatos de Medgar Evers y del presidente John F. Kennedy, pero afirma que Malcolm X se llevó su merecido. Cada estrofa termina con el estribillo: «Así que ámame, ámame, ámame, soy un liberal». En las siguientes estrofas, el cantante dice que apoya el Movimiento por los Derechos Civiles y que «ama a los puertorriqueños y a los negros siempre y cuando no se muden a la casa de al lado», pero añade que si alguien sugiere llevar en autobús a los hijos del cantante para que se integren en sus escuelas, «[espera] que la policía anote [su] nombre». En la última estrofa, el narrador revela que solía ser joven e impulsivo, pero que con los años se ha vuelto más sabio y que por esta razón ha decidido delatar al oyente.
Según el biógrafo de Ochs, Michael Schumacher, Love Me, I'm a Liberal evocaría «una extraña mezcla de risas, desde risitas nerviosas de aquellos que se reconocían en la acusación de Phil, hasta rugidos abiertos de aprobación de las facciones radicales del público». Eric Alterman describe Love Me, I'm a Liberal como «una acusación mordaz de la cobardía liberal por parte de un adversario acérrimo, no la mofa afable que cabría esperar de un aliado afectuoso».
En 2018, Billy Bragg escribió sobre Love Me, I'm a Liberal: «Como sucede con todas esas canciones temáticas tan bien elaboradas, las referencias culturales han quedado un tanto anticuadas. Sin embargo, la descripción que hace Ochs de un liberal como alguien cuya política está '10 grados a la izquierda del centro en los buenos tiempos, 10 grados a la derecha del centro si algo le afecta personalmente' todavía resuena hoy».

## Versiones
Love Me, I'm a Liberal ha inspirado numerosas versiones, casi siempre con letras actualizadas. Entre los artistas que han versionado esta canción se encuentran Jello Biafra y Mojo Nixon, Kevin Devine, Gerd Schinkel, Evan Greer, John Yannis, Nacho Vegas, Oscar Brand, Carly Cosgrove y Chris T-T.